# Perte sèche
La perte sèche (deadweight loss en anglais) est une notion d'économie qui fait référence à une perte d'efficience économique lorsque l'équilibre pour un bien ou un service sur un marché n'est pas optimal au sens de Pareto. En d'autres termes, soit des agents qui ont une utilité marginale supérieure à leur coût marginal n'achètent pas un bien ou un service, soit des agents qui auraient à l'équilibre un coût marginal supérieur à leur utilité marginale achètent ou vendent quand même un bien. Par conséquent, le surplus du producteur diminue, tandis que celui du consommateur est également affecté, mais positivement ou négativement, selon les situations.
La perte sèche est une caractéristique de certains marchés économiques, en particulier dans des situations de concurrence monopolistique, d'externalités, de taxes ou de subventions gouvernementales.

## Exemples
Par exemple, considérons un marché de clous, où le coût de chaque clou est de 10 centimes, et où la courbe de demande est telle que la demande est élevée pour un prix des clous nul, et nulle pour un prix de 1,10 euro. Dans un marché de concurrence pure et parfaite, les producteurs, égalisant le prix du marché à leur coût marginal devraient appliquer un tarif de 10 centimes. Ainsi, tous les consommateurs prêts à payer un prix égal ou supérieur à dix centimes pourraient acquérir un clou au prix de dix centimes. Cependant, s'il n'y a qu'un unique producteur de clous sur le marché, (situation de monopole), il imposera un prix lui permettant de maximiser son profit : l'égalité entre le prix du marché et le coût marginal n'est donc dès lors plus réalisée. Par exemple, s'il impose un prix de 30 centimes, seuls les consommateurs qui avaient prévu de dépenser une somme de 30 centimes ou plus vont acquérir un clou : par conséquent, il y aura vraisemblablement moins d'acheteurs que pour un prix de 10 centimes. La perte sèche correspond alors au profit économique qui est perdu du fait de cette situation.
À l'inverse, la perte sèche peut aussi bien venir des consommateurs, qui acquièrent un bien à un prix inférieur à son coût marginal. Pour illustrer cette situation, on peut reprendre l'exemple du marché de clous étudié précédemment. Cependant, on se place cette fois-ci dans une situation de concurrence pure et parfaite, en supposant que le gouvernement subventionne la production de clous à hauteur de 3 centimes le clou. Dans ce cas, et d'après le mécanisme du marché, le prix d'un clou sera de 7 centimes. Ainsi, des consommateurs pourront acquérir un clou d'une valeur réelle de 10 centimes pour la somme de 7 centimes. La perte sèche tient ainsi cette fois-ci à cette dépense inattendue, qui tient aux subventions gouvernementales.

## Perte sèche en cas de fixation des prix

Courbes de l'offre et la demande avec indications. La perte sèche apparaît lorsque la demande est plus élevée que l'offre.

Le gouvernement peut fixer les prix de certains biens. Par exemple, il peut fixer le prix du lait au-dessus de la valeur qui égalise l'offre et la demande afin de garantir un revenu minimum aux agriculteurs. Parfois il fixe un prix du pain ou de l'essence en dessous de la valeur d'équilibre afin de protéger les consommateurs d'une hausse trop brusque des prix. Toutes ces interventions conduisent à des pertes d’efficience économique.
Prenons le cas d’un prix fixé en dessous de la valeur d’équilibre (voir graphique à la droite). À l'équilibre, le surplus du consommateur est la surface entre le prix d’équilibre et la courbe de demande. Le surplus du producteur est la surface entre la courbe d’offre et le prix d’équilibre. Si le prix est fixé sous la valeur d'équilibre, le surplus du consommateur est la surface orange et celui du producteur la surface bleue. En additionnant la perte et le gain éventuel de surplus, on observe qu’il reste une perte nette, par rapport au cas d'équilibre. Cette perte de bien due à la fixation du prix est appelée « perte sèche ». Elle est représentée par la surface jaune.

## La perte sèche d’une taxe
Si le gouvernement introduit une taxe sur la vente d’un produit, la perte sèche peut être calculée de la manière suivante. Selon la théorie du consommateur, les demandes des biens dépendent des prix et du revenu. Soit  {\displaystyle y}  le revenu et  {\displaystyle p}  le vecteur des prix. La taxe fait augmenter les prix de  {\displaystyle p^{o}}  à  {\displaystyle p^{1}}  et le vecteur des demandes sera  {\displaystyle q(p^{1},y)}   . La perte sèche est alors :
{\displaystyle PS=y-e(p^{o},u^{1})-(p^{1}-p^{o})q(p^{1},y)}
où  {\displaystyle u^{1}}  est l’utilité du consommateur après la hausse des prix et  {\displaystyle e(p^{o},u^{1})=min\quad p^{o}q}  sous la contrainte  {\displaystyle u(q)\geq u^{1}}  est la fonction de coût ou de dépense (voir surplus du consommateur).